# Internet Message Access Protocol
Internet Message Access Protocol, meestal afgekort tot IMAP, is een protocol voor het synchroniseren van e-mail. Eigenlijk wordt er direct op de mailserver gewerkt. Inmiddels is IMAP aan versie 4 toe. IMAP houdt de e-mails bij op de server in een mappenstructuur. Deze wordt dan gelinkt aan het "Postvak IN" van de ontvanger. IMAP houdt een mappenstructuur bij van alle gebruikers. Daarom is het veel complexer dan POP3. IMAP maakt het mogelijk dat een e-mailclient, zoals Outlook Express of Thunderbird, alleen een header op kan halen, of een gedeelte van een bericht. Dat is handig als er via een langzame verbinding of op een pda mail wordt binnengehaald.
Een ander groot voordeel van IMAP is dat de mail op de server blijft staan waardoor het mogelijk is om vanaf elke locatie met een IMAP-programma in te loggen en alle mail te bekijken. Dit is een groot verschil ten opzichte van POP3 dat de mails steeds weer opnieuw moet ophalen.
Een latere uitbreiding van IMAP is het zogenaamde IMAP Idle-commando, waardoor push e-mail mogelijk is. Met andere woorden: een nieuwe e-mail wordt meteen zichtbaar op de client, en niet pas nadat de client het besluit op te halen.

## Geschiedenis
IMAP is in 1986 ontworpen door Mark Crispin, als vervanging voor POP.

### IMAP
In de originele versie van IMAP is IMAP gedefinieerd als 'Interim Mail Access Protocol'. Dit protocol wordt nu niet meer gebruikt op het internet.

### IMAP2
Het originele IMAP-protocol werd snel vervangen door IMAP2. Naast de verandering van de techniek kreeg de afkorting ook een andere betekenis, namelijk 'Interactive Mail Access Protocol'. IMAP2 was de eerste IMAP versie die gedistribueerd werd.

### IMAP4
Omdat de naam IMAP3 al gebruikt werd door een ander project, is na IMAP2 IMAP4 uitgebracht. De afkorting werd wederom veranderd in 'Internet Message Access Protocol'. Al 2 jaar later werd revisie 2 van IMAP4 uitgebracht.

### IMAP4rev1
IMAP4rev1 is compatibel met IMAP2.
In tegenstelling tot veel andere internetprotocollen ondersteunt IMAP4 allerlei versleutelde loginsystemen. Ook is het mogelijk om IMAP te versleutelen door gebruik te maken van SSL. Normaal IMAP-verkeer loopt over poort 143, SSL-versleuteld IMAP-verkeer gaat via poort 993.

## IMAP4-RFC's
Doordat IMAP een complex protocol is zijn er veel RFC's beschikbaar. Hieronder staat een lijstje van enkele RFC's.
- "IMAP4 Authentication Mechanisms"
- "Distributed Electronic Mail Models in IMAP4"
- "IMAP4 Mailbox Referrals"
- "IMAP4 ID extension"
- "IMAP4 Login Referrals"